# Pedicia (Pedicia) daimio
Pedicia (Pedicia) daimio is een tweevleugelige uit de familie Pediciidae. De soort komt voor in het Palearctisch gebied.